# Самарская областная библиотека для слепых
Самарская областная библиотека для слепых — единственное учреждение в Самарской области, имеющее все необходимые условия для предоставления информации лицам с нарушениями зрения (слепых и слабовидящих).
Находится в городе Самара Самарской области по адресу улица Спортивная, 12. Является подведомственным учреждением министерства культуры Самарской области.

## История
1927 год — организация библиотеки при правлении Всероссийского общества слепых Самарской области. Первым штатным сотрудником библиотеки стала библиотекарь Евдокия Владимировна Едунова.
1936 год — библиотека для слепых получает статус городской.
1938 год — библиотека стала относиться к отделу культуры горисполкома г. Куйбышева.
1955 год — библиотеке присужден статус государственного учреждения культуры.
1962 год — библиотека для слепых получает статус областной.
1965 год — библиотека получает комплект «говорящих книг»: 1000 грампластинок и 3,5 тысячи рулонов для прослушивания на магнитофонах.

## Фонд
Фонд библиотеки состоит из «говорящих книг» на цифровых носителях, а также рельефно-точечной и плоскопечатной литературы по различным областям знаний. Особое значение имеет литература по тифлологии (книги по офтальмологии, тифлопедагогике, пособия по системе Брайля).